# Compact Jazz: Betty Carter
| Оценки критиков                            | Оценки критиков |
| Источник                                   | Оценка          |
| ------------------------------------------ | --------------- |
| AllMusic                                   | [ 1 ]           |
| Encyclopedia of Popular Music              | [ 2 ]           |
| The Rolling Stone Jazz & Blues Album Guide | [ 3 ]           |

Compact Jazz: Betty Carter — сборник американской певицы Бетти Картер, выпущенный в 1990 году на лейбле Verve Records в рамках одноимённой серии. В альбом вошли песни, записанные певицей в период с 1976 по 1987 годы, включая концертные записи.

## Список композиций
1. «I Can’t Help It» (Бетти Картер) — 2:46
Из альбома Whatever Happened to Love? (1982) — Live
2. «Spring Can Really Hang You Up The Most» (Фрэн Ландесман, Томми Вулф) — 7:20
Из альбома The Audience with Betty Carter (1980) — Live
3. «All I Got» (Дайан Коул) — 4:40
Из альбома Look What I Got! (1988)
4. «Social Call» (Джиджи Грайс, Джон Хендрикс) — 2:24
Из альбома Whatever Happened to Love? (1982) — Live
5. «Sounds (Movin' On)» (Бетти Картер) — 7:17
Из альбома Whatever Happened to Love? (1982) — Live
6. «Make It Last» (Боб Хеймс) — 6:32
Из альбома Look What I Got! (1988)
7. «My Favorite Things» (Оскар Хаммерстайн II, Ричард Роджерс) — 4:38
Из альбома The Audience with Betty Carter (1980) — Live
8. «Look What I Got» (Бетти Картер) — 5:41
Из альбома Look What I Got! (1988)
9. «Caribbean Sun» (Карлос Гарнетт) — 4:24
Из альбома The Audience with Betty Carter (1980) — Live
10. «You’re A Sweetheart» (Гарольд Адамсон, Джимми Макхью) — 3:57
Из альбома The Betty Carter Album (1976)
11. «The Good Life» (Саша Дистель, Джек Рирдон) — 6:58
Из альбома Look What I Got! (1988)
12. «Tight» (Бетти Картер) — 6:58
Из альбома The Audience with Betty Carter (1980) — Live
13. «Open The Door (Theme Song)» (Бетти Картер) — 5:07
Из альбома The Audience with Betty Carter (1980) — Live
14. «Every Time We Say Goodbye» (Коул Портер) — 5:48
Из альбома Whatever Happened to Love? (1982) — Live

## Участники записи
- Альт-саксофон — Джерри Доджион (14)
- Бас-гитара — Бастер Уильямс (1, 5, 10, 12), Кертис Ланди (2, 4, 7, 9, 13, 14), Майкл Боуи (3, 8, 11), Айра Коулман (6)
- Вокал — Бетти Картер
- Тенор-саксофон — Дон Брейден (6)
- Ударные — Чип Лайлз (1, 5, 12), Кенни Вашингтон (2, 7, 9, 13), Винард Харпер (3, 8, 11), Льюис Нэш (4, 14), Трой Дэвис (6), Луис Хейс (10)
- Фортепиано — Дэнни Миксон (1, 5, 12), Джон Хикс (2, 7, 9, 13), Бенни Грин (3, 8, 11), Халид Мосс (4, 14), Стивен Скотт (6), Онадж Аллан Гамбс (10)